# День получки
«День получки», «День зарплаты» (англ. Pay Day) — короткометражный немой фильм Чарли Чаплина, выпущенный 2 апреля 1922 года.

## Сюжет

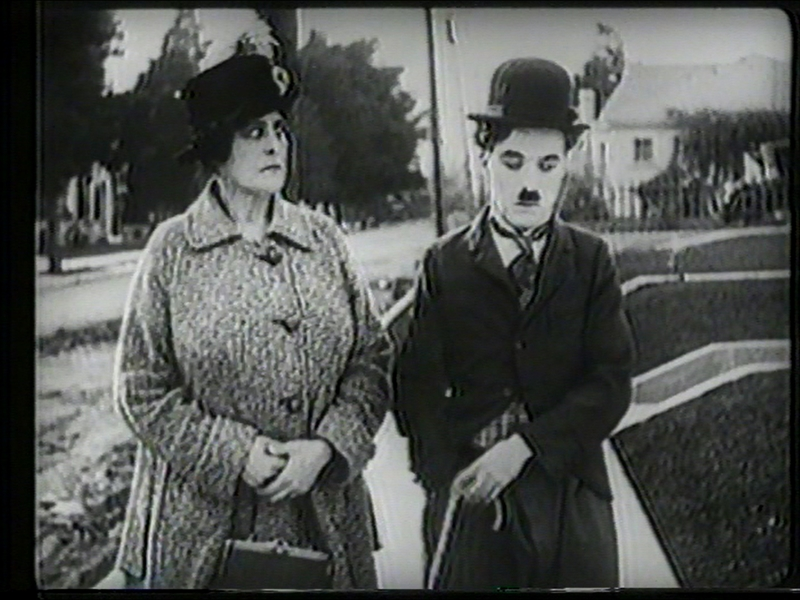
Чаплин и Аллен

Бродяга работает на стройке под началом строгого прораба. Во время работы и перерыва на ланч происходит ряд комедийных эпизодов. Позже в тот же день Бродяга получает зарплату. Несмотря на недодачу по вине обманщика-прораба и необходимость отдать деньги суровой жене, ему всё же удаётся утаить «заначку» и отправиться вместе с другими строителями в бар. Возвращаясь навеселе, Бродяга не смог попасть ни на один трамвай и вернулся домой лишь в пять часов утра. А уже в шесть жена снова отправляет его на работу.

## В ролях
- Чарли Чаплин — Бродяга-рабочий
- Филлис Аллен — жена Бродяги
- Мак Суэйн — прораб
- Эдна Пёрвиэнс — дочь прораба
- Сид Чаплин — рабочий / друг Бродяги / владелец продуктового киоска
- Генри Бергман — рабочий
- Аллан Гарсия — полицейский / рабочий
- Джон Рэнд — рабочий
- Лойал Андервуд — рабочий

## Видео
В 1998 году фильм выпущен на VHS студией «Fox Video». В 2000 году выпущена отреставрированная версия фильма на DVD-дисках компаниями «Image Entertainment» и «Koch Vision».